# Acid chromic
Thuật ngữ acid chromic thường được dùng để mô tả hỗn hợp của acid sulfuric đặc với dichromat, gồm một loạt các hợp chất, bao gồm cả chromi(VI) oxide. Loại acid chromic này có thể được dùng làm chất làm sạch cho thủy tinh. acid chromic cũng có thể nói đến phân tử H2CrO4 mà có oxide acid là chromi(VI) oxide ở trên. acid chromic có chromi ở trạng thái oxy hóa +6 (hoặc VI). Nó là một chất oxy hóa mạnh gây ăn mòn.

## Acid chromic
Acid chromic, H2CrO4, có nhiều điểm chung với acid sulfuric, H2SO4. Chỉ có acid sulfuric mới được xếp vào danh sách 7 acid mạnh. Do các tính chất liên quan đến khái niệm "năng lượng ion hóa thứ nhất", proton đầu tiên dẽ tách nhất, giống với quá trình deproton hóa acid sulfuric. Vì quá trình chuẩn độ đa acid-base có nhiều hơn một proton (đặc biệt khi acid là chất bắt đầu và base là chất chuẩn độ), các proton chỉ có thể rời khỏi acid tại một thời điểm. Do đó, bước đầu tiên như sau:
H2CrO4 ⇌ [HCrO4]- + H+
Giá trị pKa của cân bằng không được xác định rõ. Các giá trị được báo cáo thay đổi trong khoảng −0,8 đến 1,6. Giá trị ở lực ion bằng không rất khó xác định vì sự phân ly một nửa chỉ xảy ra trong môi trường acid mạnh, ở khoảng pH 0, nghĩa là, với nồng độ acid khoảng 1 mol dm −3. Một phức tạp nữa là ion [HCrO4] - có xu hướng đime hóa rõ rệt, với sự tách một phân tử nước, để tạo thành ion dichromat, [Cr2O7]2−:
2 [HCrO4 ] - ⇌ [Cr2O7]2− + H2O      log KD  = 2,05.
Hơn nữa, dichromat có thể được proton hóa:
[HCr2O7] - ⇌ [Cr2O7]2− + H+      pK = 1,8
Giá trị pK cho cân bằng này cho thấy rằng nó có thể được bỏ qua ở pH>4.
Sự mất proton thứ hai xảy ra trong khoảng pH 4-8, tạo thành ion [HCrO4]- , một acid yếu.
Về nguyên tắc, acid chromic có thể được tạo ra bằng cách thêm chromi trioxide vào nước.
CrO3 + H2O ⇌ H2CrO4
nhưng trong thực tế phản ứng ngược lại xảy ra khi phân tử acid chromic bị tách nước. Đây là hiện tượng xảy ra khi thêm acid sulfuric đặc vào dung dịch dichromat. Lúc đầu, màu sắc chuyển từ màu da cam (dichromat) sang màu đỏ (acid chromic) và sau đó các tinh thể màu đỏ đậm của chromi trioxide kết tủa khỏi hỗn hợp, không thay đổi màu sắc nữa. Màu sắc là do sự chuyển e từ phối tử (O2-) vào nguyên tử kim loại (Cr).
Chromi trioxide là anhydride của acid chromic. Nó là một acid Lewis và có thể phản ứng với một base Lewis, chẳng hạn như pyridin trong môi trường không chứa nước như dichloromethan (thuốc thử Collins).

## Acid dichromic
Acid dichromic, H2Cr2O7 là dạng proton hóa hoàn toàn của ion dichromat và cũng có thể được xem là sản phẩm của việc thêm chromi trioxide vào acid chromic phân tử. acid dichromic sẽ hoạt động theo cùng một cách chính xác khi phản ứng với một alcohol bậc 1 hoặc 2. Tuy nhiên, lưu ý là alcohol bậc hai sẽ chỉ bị oxi hóa thành ketone, còn alcohol bậc một sẽ bị oxi hóa thành aldehyde trong bước đầu tiên của cơ chế và bị oxi hóa tiếp thành acid carboxylic, cản trở không gian không ảnh hưởng đến phản ứng này.
Acid dichromic trải qua phản ứng sau:
[Cr2O7]2− + 2H + ⇌ H2Cr2O7 ⇌ H2CrO4 + CrO3
Nó có thể có trong hỗn hợp làm sạch acid chromic cùng với acid chromosulfuric H2CrSO7

## Ứng dụng
Acid chromic là chất trung gian trong quá trình mạ chromium, và cũng được sử dụng trong men gốm và thủy tinh màu. Vì dung dịch acid chromic trong acid sulfuric (còn được gọi là hỗn hợp sulfochromic hoặc acid chromosulfuric) là một chất oxy hóa mạnh, nó có thể được sử dụng để làm sạch dụng cụ thủy tinh trong phòng thí nghiệm, đặc biệt là các cặn hữu cơ không tan. Ứng dụng này đã bị từ chối do lo ngại về môi trường. Hơn nữa, acid để lại một lượng dấu vết của các ion chromic thuận từ - Cr (III) - có thể gây trở ngại cho các ứng dụng nhất định, chẳng hạn như quang phổ NMR. Điều này đặc biệt xảy ra đối với ống NMR.
Acid chromic được sử dụng rộng rãi trong công nghiệp sửa chữa nhạc cụ, do khả năng làm "sáng" đồng thau thô của nó. Nhúng acid chromic để lại lớp gỉ màu vàng tươi trên đồng thau. Do những lo ngại về sức khỏe và môi trường ngày càng tăng, nhiều người đã ngừng sử dụng hóa chất này trong các cửa hàng sửa chữa của họ.
Hợp chất này được sử dụng trong thuốc nhuộm tóc vào những năm 1940, với tên gọi Melereon và cũng được sử dụng như một chất tẩy trắng trong xử lý đảo ngược ảnh đen trắng.